# Гауя (мотовелосипед)
«Га́уя» — мотовелосипед, который производился с 1961 по 1966 год на Рижском заводе «Саркана звайгзне» (латыш. Sarkanā zvaigzne), первый мотовелосипед Рижского мотозавода.
Мотовелосипед получил название «Гауя» по одной из крупнейших рек Латвии. Также обозначался как «Рига-2».

## Технические особенности

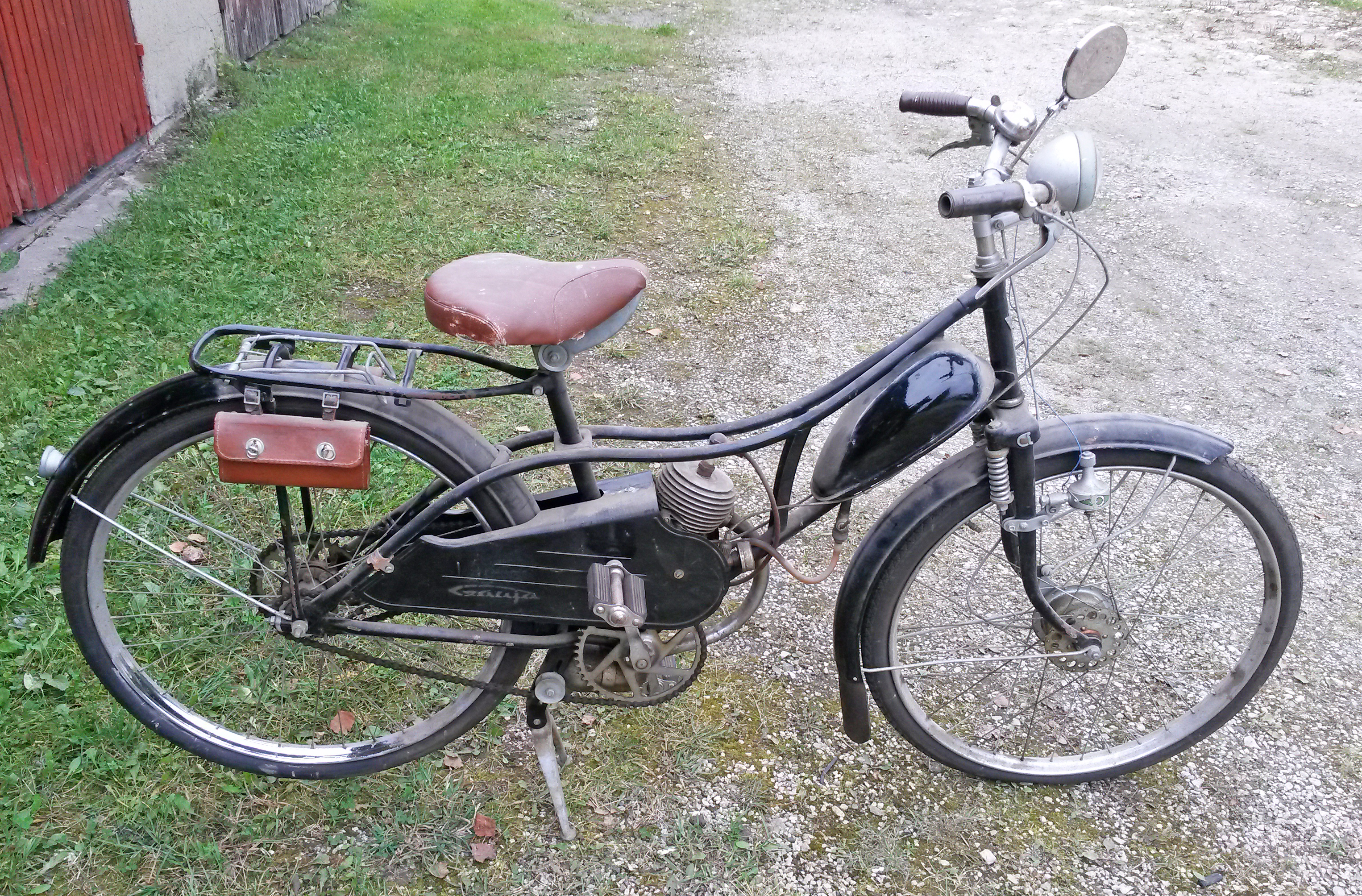
Мотовелосипед «Гауя» 1961 года

Мотовелосипеда «Гауя» имел фигурную жёсткую раму, сваренную из труб разного диаметра, на ней устанавливалась каретка педалей велосипедного типа. Передняя вилка маятникового типа с пружинными амортизаторами, подвеска заднего колеса была жесткая.
На переднем колесе была установлена втулка с тормозными колодками. На заднем колесе монтировалась велосипедная втулка типа «Торпедо», тормоз приводится в действие педалями.
Колеса велосипедные 26", с покрышками размером 26 × 2" (665 × 48 мм).
Поворотная ручка управления дроссельной заслонкой карбюратора и рычаг переднего тормоза располагались на правой половине руля, а на левой стороне — рычаг сцепления.
Седло пружинное, из микропористой резины, обшито кожзаменителем.
На «Гаую» устанавливались велосипедные двигатели Д4 или Д-5 мощностью 1 л. с. Электрооборудование мотовелосипеда состояло из велогенератора Г-61 и велосипедной фары ФГ-15.
Существовало два варианта этого мотовелосипеда. У ранних — натяжитель цепи педалей находился справа на заднем колесе, а у поздних — на кронштейне подножки. Также мотовелосипеды ранних выпусков имели на щитке надпись «Gauja», нанесённую краской, на моделях производства с 1963 года данная надпись была штампованной рельефом.
На смену мотовелосипеду «Гауя» пришла модель «Рига-5».
Техническая характеристика мотовелосипеда «Гауя»:
- Длина — 1855 мм
- Высота — 1070 мм
- Размер шин — 559 × 48 (26 × 2)
- Передняя вилка — пружинная, маятникового типа
- Втулка заднего колеса — тормозная, велосипедная типа Tоrpedo
- Двигатель — односкоростной Д-4 или Д-5, 45 см³, 1,2 л. с.
- Расход бензина — 1,5 литра на 100 км (при скорости 20 км/ч)
- Грузоподъемность — до 100 кг
- Макс. скорость — до 40 км/ч
- Вес мотовелосипеда вместе с двигателем — 31 кг.